# Out of the Flames
Pour plus de détails, voir Fiche technique et Distribution.
Out of the Flames (littéralement : Hors des flammes) est un film muet américain réalisé par Burton L. King, sorti en 1915.

## Fiche technique
- Titre : Out of the Flames
- Réalisation : Burton L. King
- Scénario : F. McGrew Willis
- Producteur :
- Société de production : Universal Film Manufacturing Company
- Société de distribution : Universal Film Manufacturing Company
- Pays d'origine :  États-Unis
- Langue : Anglais
- Métrage : 600 m
- Format : Noir et blanc — 35 mm — 1,33:1 — Muet
- Genre : Film dramatique
- Durée : 20 minutes
- Dates de sortie : 
  - États-Unis : 5 août 1915

## Distribution
- Seymour Zeliff : Charles Garry
- Adele Lane : Elaine Justice, la fille d'Adam
- Walter Belasco (en) : Adam Justice
- Edward Sloman	: Arnold Becker, un jeune étudiant en médecine
- Helen Aubrey : Leona Page